# ريكي هاريس
ريكي هاريس (بالإنجليزية: Ricky Harris)‏ هو ممثل أمريكي، ولد في 1962 بلونغ بيتش في الولايات المتحدة، وتوفي في 26 ديسمبر 2016 بلوس أنجلوس في الولايات المتحدة.

## أعمال

### أفلام
- (1995) حرارة[6]

## وصلات خارجية
- ريكي هاريس على موقع IMDb (الإنجليزية)
- ريكي هاريس على موقع ميوزك برينز (الإنجليزية)
- ريكي هاريس على موقع أول موفي (الإنجليزية)
- ريكي هاريس على موقع قاعدة بيانات الأفلام السويدية (السويدية)
- ريكي هاريس على موقع أول ميوزيك (الإنجليزية)
- ريكي هاريس على موقع ديسكوغز (الإنجليزية)
- ريكي هاريس على موقع قاعدة بيانات الفيلم (الإنجليزية)
- ريكي هاريس على موقع كينوبويسك (الروسية)